# 434453 Ayerdhal
434453 Ayerdhal este o planetă minoră (asteroid) din centura de asteroizi. A fost descoperită pe 9 august 2005 la Saint-Sulpice de Bernard Christophe⁠(d). 
Obiectul prezintă o orbită caracterizată de o semiaxă mare de 3,0687391861886 UAi, o excentricitate de 0,08, o înclinație de 11,7 ° în raport cu ecliptica.